# Андерсон, Дэн (баскетболист, 1943)
Дэниел У. «Дэн» Андерсон (англ. Daniel W. "Dan" Anderson; род. 15 февраля 1943 года в Миннеаполисе, Миннесота, США) — американский профессиональный баскетболист, который играл в Американской баскетбольной ассоциации, отыграв всего два из девяти сезонов её существования. В 1967 году стал победителем Межконтинентального кубка в составе любительской команды «Акрон Уингфутс».

## Ранние годы
Дэн Андерсон родился 15 февраля 1943 года в городе Миннеаполис (штат Миннесота), где учился в одной из средних школ, в которой играл за местную баскетбольную команду.